# Parafia św. Józefa w Rzeszowie
Parafia św. Józefa w Rzeszowie - Staromieściu – parafia znajdująca się w diecezji rzeszowskiej w dekanacie Rzeszów Północ. Erygowana w 1 połowie XIV wieku.

## Historia
Na terenie dzisiejszego Staromieścia w 1416 roku już istniał kościół pw. św. Wojciecha i św. Katarzyny, według odnowionego aktu erekcyjnego Rzeszowa. W 1458 roku kościół prawdopodobnie spłonął podczas najazdu Turków i Wołochów. W 1624 roku następny kościół został spalony przez Tatarów. Kolejny kościół z fundacji Mikołaja Spytka Ligęzy, również został spalony. W pierwszej połowie XVIII wieku, zbudowano pierwszy kościół murowany, który w 1745 roku został konsekrowany przez bpa Wacława Hieronima Sierakowskiego. 
W 1900 roku stary murowany kościół został rozebrany i rozpoczęto budowę nowego murowanego, według projektu arch. Zygmunta Hendela, w stylu gotyckim. Po 4 latach pracy, dzięki ks. proboszczowi Józefowi Stafiejowi i licznej rzeszy parafian, świątynia została oddana do użytku. W 1920 roku malarz Michał Leszczyński wykonał polichromię. W latach 1902 i 1951 wieś została włączona do miasta Rzeszowa.
20 maja 1960 roku podczas huraganu nad Staromieściem, została zerwana wieża kościoła, zniszczony dach, sklepienie, organy, polichromię i witraże. Kościół został odbudowany według dokumentacji przygotowanej przez studentów architektury pod kierunkiem arch. Wiktora Zina z Krakowa. 
28 sierpnia 2022 roku z parafii św. Józefa została wydzielona nowa parafia pw. bł. ks. Jana Balickiego. 
Proboszczowie parafii:
1545–1571. ks. Stanisław de Thiczin.
1574–1598. ks. Maciej Nowowiejski.
1598–1625. ks. Jan Ługowicz.
1686–1707. ks. Stanisław Pąkoszewski.
1752–1801. ks. Adam Kruczkowski.
1802–1806. ks. Wojciech Misiewicz.
1807–1828. ks. Antoni Kotowicz.
1830–1846. ks. Stanisław Walicki.
1846–1880. ks. Wincenty Cybulski.
1881–1916. ks. Józef Stafiej.
1916–1943. ks. Władysław Kisielewicz.
1943–1954. ks. Władysław Wardęga.
1957. ks. Hieronim Kocyłowski.
1957–1995. ks. Stanisław Folta.
1995–2014. ks. prał. Ireneusz Folcik.
2014–2017. ks. Krzysztof Gołąbek.
2017– nadal ks. Waldemar Dopart.